# Студена (Пльзеньский край)
Студена (чеш. Studená, бывш. нем. Studena) — муниципалитет на юге Чешской Республики, в Пльзеньском крае. Входит в состав района Пльзень-север.
Один из самых малонаселённых муниципалитетов Чехии.

## География
Расположен на расстоянии 11,5 км к востоку от города Краловице и в 30,5 км к северо-востоку от центра Пльзени.
Граничит с муниципалитетами Хржич (с севера), Головоуси (с северо-запада), Глинце (с юго-запада и юга), а также (по реке Бероунка) с муниципалитетами Хлум и Звиковец (с юго-востока) района Рокицани.
Связан автобусным сообщением с городом Краловице.

## Достопримечательности
В центре деревни находится просторная площадь с кирпичной часовней XIX века (реконструирована в 2005 году), напротив часовни стоит крест 1900 года. 
Рядом с ними в небольшом саду находится памятник павшим 1928 года. Площадь окружена домами первой половины XIX века.
В 1995 году историческая часть деревни была объявлена памятной зоной как представляющая традиционную структуру деревенской застройки в этом районе.

## История
Деревня получила свое название, вероятно, по источнику холодной воды в нескольких десятках метров ниже неё.
В 1953 году было найдено поселение, датируемое XI — XII веками.
Перед гуситскими войнами в деревне было одиннадцать домов, после них стало пять.
В 1447 году Маркета, дочь Олдржиха из Глоговиц, передала Головоуси и Студену Добешу из Модржеёвиц и Богуславу из Хлума.
После смерти последнего Студеной владели господа из Коловрат на Краковце.
В 1530 году, после разделения имущества между сыновьями Йиндржиха Альберта из Коловрат, деревня досталась Гинеку.
В 1548 году его сыновья продали деревню Яну-старшему из Лобковиц на Збироге.
Затем Студена вместе с Дубянями и двором в Глинце была продана Себастиану и Олдржиху Лажанским из Буковы на Хржиче.
В 1567 году братья разделили имение, Студена досталась Олдржиху, после его смерти в 1573 году перешла Себастиану, продавшему имение в 1585 году Яну Тыршовскому из Энсидле.
После Тридцатилетней войны деревня была полностью разрушена, и в 1651 году здесь жило всего три семьи.
Три года спустя было четыре домохозяйства (главами были Ондржей Гурт, Вит Мартин, Якуб Гржеб и Ян Кржиж), два дома пустовали.
В 1701 году хржичское имение было куплено Вацлавом Йосефом Лажанским, населившим пустые дворы, и к 1713 году в деревне числилось 7 дворов и 51 житель.
После смерти графини Марии Габриелы Лажанской имение перешло Дворянскому институту.
До 1785 года Студена относилась к доланскому приходу (ныне муниципалитет Глинце), затем функцию локалии выполняла замковая церковь св. Яна Непомуцкого в Хржиче.
До 1880-х годов Студена была частью муниципалитета Глинце, с 1960 по 1993 год — часть муниципалитета Хржич, в остальное время — самостоятельный муниципалитет.

### Изменение административного подчинения
- 1850 год — Австрийская империя, Богемия, край Пльзень, политический и судебный район Краловице;
- 1855 год — Австрийская империя, Богемия, край Пльзень, судебный район Краловице;
- 1868 год — Австро-Венгрия, Цислейтания, Богемия, край Пльзень, политический и судебный район Краловице[6];
- 1920 год — Чехословацкая Республика, Пльзеньская жупания[чеш.], политический и судебный район Краловице;
- 1928 год — Чехословацкая Республика, Чешская земля, политический и судебный район Краловице;
- 1939 год — Протекторат Богемии и Моравии, Богемия, область Пильзен, политический и судебный район Краловиц[7];
- 1945 год — Чехословацкая Республика, Чешская земля, административный и судебный район Краловице[8];
- 1949 год — Чехословацкая республика, Пльзеньский край, район Пласи[9];
- 1960 год — ЧССР, Западно-Чешский край, район Пльзень-север;
- 2003 год — Чехия, Пльзенький край, район Пльзень-Север, ОРП Краловице.

## Политика
На муниципальных выборах 2018 года выбрано 7 депутатов муниципального совета из 9 кандидатов списка «За красивую Студену».

## Население
| Год  | Численность | Численность |
| ---- | ----------- | ----------- |
| 1869 | 286         | [ 11 ]      |
| 1880 | 183         | [ 11 ]      |
| 1890 | 137         | [ 11 ]      |
| 1900 | 147         | [ 11 ]      |
| 1910 | 133         | [ 11 ]      |
| 1921 | 135         | [ 11 ]      |
| 1930 | 119         | [ 11 ]      |
| 1950 | 75          | [ 11 ]      |
| 1961 | 62          | [ 11 ]      |
| 1970 | 47          | [ 11 ]      |
| 1980 | 46          | [ 11 ]      |
| 1991 | 46          | [ 11 ]      |
| 2001 | 43          | [ 11 ]      |
| 2011 | 40          | [ 11 ]      |
| 2014 | 39          | [ 12 ]      |
| 2016 | 37          | [ 13 ]      |
| 2017 | 36          | [ 14 ]      |
| 2018 | 36          | [ 15 ]      |
| 2019 | 36          | [ 16 ]      |
| 2020 | 34          | [ 17 ]      |
| 2021 | 35          | [ 18 ]      |
| 2022 | 35          | [ 19 ]      |
| 2023 | 33          | [ 20 ]      |
| 2024 | 33          | [ 21 ]      |
| 2025 | 37          | [ 3 ]       |

По переписи 2011 года в деревне проживало 40 жителей (из них 22 чеха и 18 не указавших национальность, в 2001 году — 100 % чехов), из них 20 мужчин и 20 женщин (средний возраст — 47,7 года).
Из 37 человек старше 14 лет 7 имели базовое (в том числе неоконченное) образование, 27 — среднее, включая учеников (из них 10 — с аттестатом зрелости), 3 — высшее (1 бакалавр и 2 магистра).
Из 40 человек 21 были экономически активны (в том числе 1 работающий студент и 2 безработных), 17 — неактивны (12 неработающих пенсионеров, 1 иждивенец и 4 учащихся).
Из 19 работающих 9 работали в промышленности, 3 — в сельском хозяйстве, по 2 — в торговле и авторемонте и в информатике и связи, по одному — в образовании и в здравоохранении. Имеется сельхозпредприятие «KORA PS».